# Pagyda botydalis
Pagyda botydalis là một loài bướm đêm trong họ Crambidae.